# 景盛煥
景盛煥（韓語：경성환，1984年11月2日—），姓名常誤譯為耿成煥、景成煥等，韓國男演員。

## 簡歷
景盛煥於1984年11月出生，自幼喜愛電影，但在大學時期選擇專攻法學專業。後來，因一場交通意外令他決心追尋夢想，最終重新參加入學考試考入中央大學演劇系。
畢業後，他於29歲時才出道，並於2013年參演獨立電影《俄羅斯小說》任主角出道。之後，他參演各種類型的戲劇和電影作品積累經驗。2020年，他在OCN的《如實陳述》中飾演殺人魔神父，給予觀眾強烈的存在感而獲得好評。2021年，他參演日日劇《基督山小姐》，首度出演電視劇的主角角色。

## 演出作品

### 電視劇
- 2018年：OCN《Short》
- 2019年：TV朝鮮《Babel》飾演 權律師
- 2020年：OCN《如實陳述》飾演 金定渙
- 2021年：KBS《基督山小姐》飾演 車善赫

### 電影
- 2013年：《俄羅斯小說（朝鲜语：러시안 소설）》飾演 盛煥
- 2013年：《演員就是演員》飾演 金部長
- 2014年：《失業女王聯盟》飾演 職員
- 2015年：《熱帶夜》
- 2015年：《英子》
- 2016年：《再見單身》飾演 心理學博士